# Cissy Houston
Emily "Cissy" Drinkard Houston (født 30. september 1933 i Newark, død 7. oktober 2024) var en amerikansk Grammy Award-belønnet soul- og gospelsanger.